# Hans Granfelt
Hans Olof Clemens Granfelt (ur. 26 października 1897 w Sztokholmie, zm. 5 września 1963 tamże) – szwedzki szermierz i lekkoatleta, srebrny medalista olimpijski i dwukrotny medalista mistrzostw świata w szermierce.
Podczas igrzysk olimpijskich w Paryżu w 1920 roku wystartował w rzucie dyskiem, lecz nie zakwalifikował się do finałów. Podczas ceremonii otwarcia tych igrzysk Granfelt pełnił funkcję chorążego reprezentacji Szwecji. 
Wystartował także na igrzyskach olimpijskich w Berlinie w 1936 roku, gdzie Szwedzi w składzie: Hans Granfelt, Sven Thofelt, Gustav Almgren, Gustaf Dyrssen, Hans Drakenberg i Birger Cederin zdobyli srebrny medal w turnieju szpady drużynowej. W turnieju indywidualnym dotarł do półfinałów.
Podczas mistrzostw świata w Wiedniu w 1931 roku (oficjalnie imprezy tego cyklu rozgrywane są pod tą nazwą od 1937) Curt Dahlgren, Gustaf Dyrssen, Hans Granfelt, Carl Gripenstedt, Nils Hellsten i Sven Thofelt zdobyli brązowy medal w turnieju drużynowym. Wynik ten Szwedzi z Granfeltem w składzie powtórzyli na mistrzostwach świata w Paryżu (1937).
Brat Erika i Nilsa, wujek Nilsa Rydströma.